# Battaglia delle Alpi Marittime
La battaglia delle Alpi Marittime fu un episodio della guerra della Seconda coalizione, che vide coinvolti i resti dell'Armata d'Italia sotto il comando del generale Suchet da parte dei francesi e le forze austriache del generale von Elsnitz. Gli imperiali cercarono di sfondare le difese repubblicane sul fiume Var per invadere la regione della Provenza e del Midi ma furono abilmente bloccate e respinte in una serie di scontri minori dalle forze di Suchet all'inizio e poi costrette a ritirarsi in seguito alla notizia dell'arrivo dell'Armata di Riserva di Napoleone Bonaparte nella Pianura Padana. 

## Contesto storico

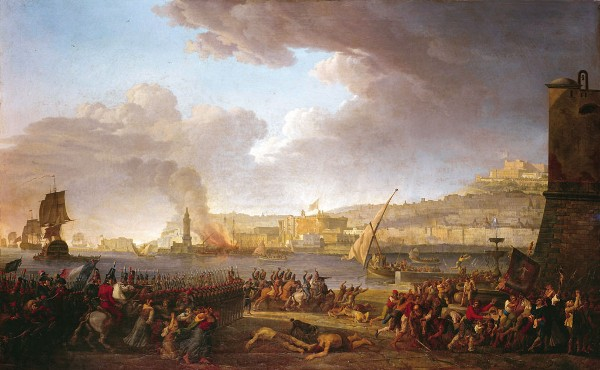
I francesi entrano a Napoli il 21 gennaio 1799

Dopo la notizia dell'arrivo in Egitto delle truppe francesi del generale Bonaparte, il clima di crescente tensione che stagnava tra le potenze europee iniziò ad alimentare le prime scintille di quello che sarebbe stato un conflitto che avrebbe coinvolto l'Europa per i successivi tre anni. Anticipando le altre potenze europee, negli ultimi mesi del 1798, il Regno di Napoli attaccò la Repubblica Romana. Dopo un inizio incoraggiante, le forze borboniche vennero duramente sconfitte dall'esercito francese, grande meno di un quarto di quello napoletano. Occupata la capitale ed istituita una nuova repubblica sorella, i francesi rimasero ad occupare il Mezzogiorno. Passati un paio di mesi, Austria, Russia ed Inghilterra trovarono un'intesa, seppur non formale, per coordinarsi contro la Francia e gli altri stati repubblicani. Nel marzo del 1799 la Francia dichiarò guerra all'Austria e il conflitto ebbe inizio.
Il fronte italiano fu particolarmente avaro di successi per i repubblicani. Respinti sin dal principio dalle forze austriache, i francesi dovettero indietreggiare sino al Piemonte e agli Appennino Ligure per sfuggire agli attacchi del generale Suvorov, comandante delle forze alleate in Italia. Questi sconfisse le forze repubblicane in numerose occasioni, riuscendo persino a catturare per intero la divisione di Sérurier a Verderio e a distruggere quasi completamente l'Armata di Napoli di MacDonald presso la Trebbia. L'unico insormontabile ostacolo che si presentò tra il maresciallo russo e l'invasione della Francia, da lui stesso programmata, furono le invidie delle altre potenze europee, che pur di ridurre l'influenza della Russia in Europa, costrinsero le armate di Suvorov a dirigersi in Svizzera. Qui le forze di Massena, più numerose e meglio organizzate, trasformarono la campagna di Suvorov in una marcia per la salvezza tra le valli alpine. Giunto l'autunno, il comando dell'esercito francese fu affidato al generale Championnet, che solo pochi mesi prima, assieme a MacDonald, aveva guidato la spedizione contro il Regno di Napoli. Volendo ottenere la gloria sul campo di battaglia, Championnet si imbarcò in un'azzardata e rischiosa invasione del Piemonte: le sue truppe vennero a cozzare contro quelle austriache presso Genola, venendo sonoramente sconfitte. Inseguiti ed incalzati dagli imperiali, i repubblicani trovarono un rifugio sicuro solo su Alpi ed Appennini, permettendo così a Cuneo di cadere in mano nemica. Alla fine dell'anno, di tutta l'Italia, ora ai francesi restava solo metà della Liguria.

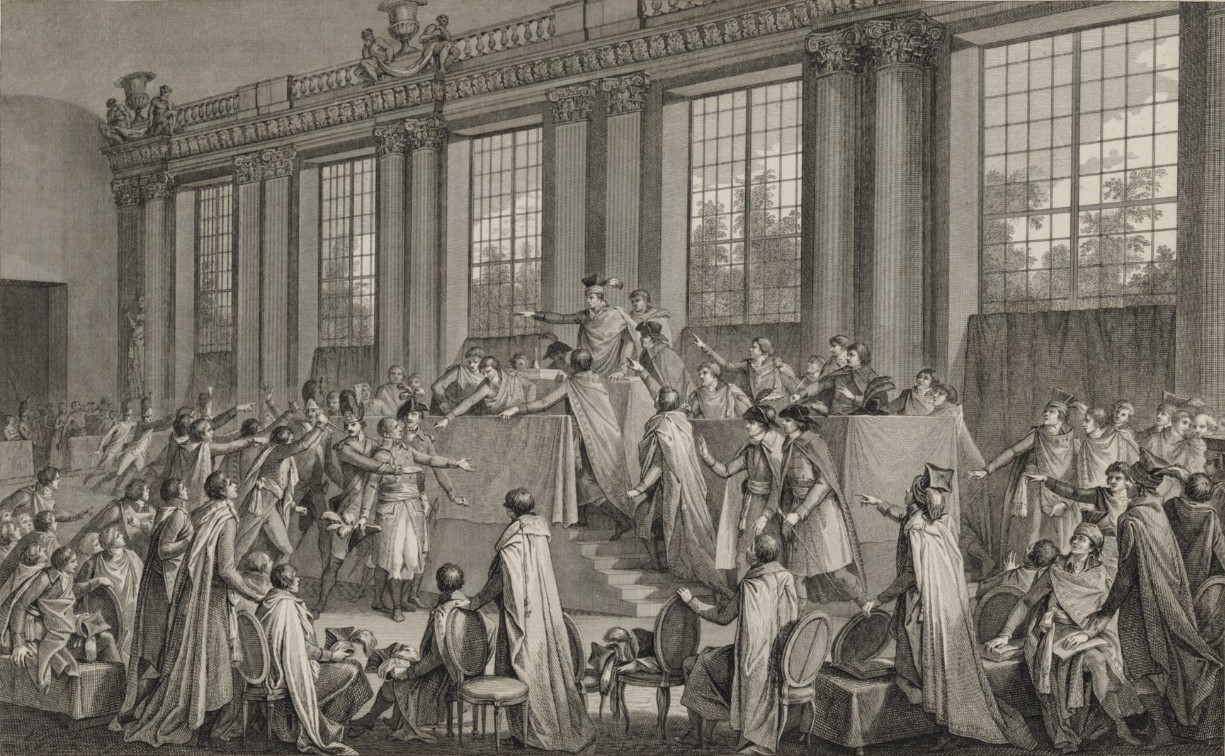
Colpo di stato del 18 brumaio

Mentre tutto questo accadeva in Italia, in Francia un colpo di stato aveva drasticamente cambiato l'aspetto del governo. Il Direttorio, organo decisionale debole e corrotto fu sostituito da un triumvirato composto tra tre consoli, tra i quali il più importante ed influente era indubbiamente Napoleone Bonaparte. Sovvertite le gerarchie della giovane repubblica, il generale corso dedicò le proprie attenzioni a consolidare il proprio potere, prima che anche a lui e ai suoi complici toccasse la stessa sorte del Direttorio, o peggio, della famiglia reale.

## Antefatti

### L'attacco austriaco
L'inizio del 1800 segnò l'arrivo di profondi cambiamenti all'interno dell'Armata d'Italia. In primo luogo, la prematura scomparsa del generale Championnet aveva lasciato un vuoto al comando, momentaneamente tamponato dai generali Suchet e Marbot. La ricerca di un degno sostituto da parte dei consoli fu complicata: occorreva un militare capace, rigoroso e popolare tra le truppe. I candidati che avevano questi requisiti erano pochi e alla fine fu scelto Massena. Il generale francese, giunto dalla Svizzera, riuscì in breve tempo a migliorare la condizione delle truppe e il loro morale, sebbene fosse ancora evidente che lo stato della sua armata fosse ben lontano dai gloriosi giorni sotto la guida di Bonaparte. 

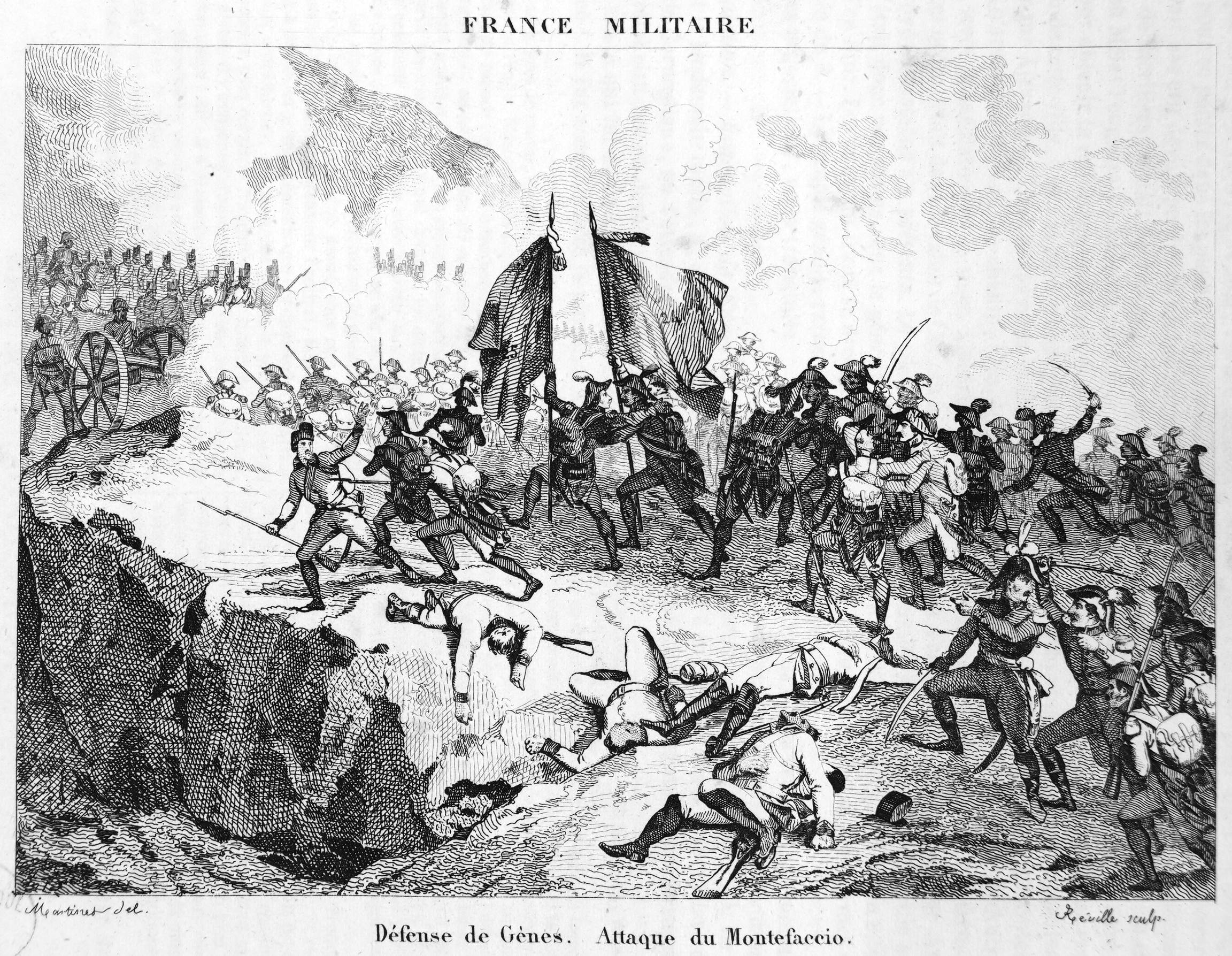
Attacco al monte Fasce

Lo stesso stava facendo von Melas con il suo esercito: numericamente superiore e meglio equipaggiato, progettava di entrare in Liguria, circondare i francesi e costringerli alla resa e puntare alla Francia meridionale, dove le sue armate avrebbero causato non pochi grattacapo al Consolato. Il piano austriaco fu rimandato più volte, sino alla sua approvazione nel marzo del 1800. Le operazioni ebbero ufficialmente inizio il 5 aprile, con le prime manovre diversive e proseguirono nei giorni seguenti. Distratti dall'attacco al Monte Fasce, i francesi non riuscirono a fermare la discesa degli imperiali dalla Cadibona e il loro esercito si ritrovò diviso in due tronconi: Suchet ad ovest, Massena e Soult ad est.
I tre generali tentarono di riunire le proprie forze, attaccando l'esercito austriaco da entrambi i lati. I progressi iniziali fecero ben sperare nella riuscita dell'operazione: Suchet era riuscito ad avanzare e lo stesso si poteva dire di Soult, che con le proprie forze stava compiendo dei progressi contro le forze imperiali nei pressi di Sassello. Massena, invece, avendo incontrato il nerbo dell'esercito austriaco, fu costretto a concedere terreno e a retrocedere sino a Cogoleto. Ad ogni modo, la distanza tra le due ali dell'esercito non era incolmabile: le avanguardie di Suchet e Soult erano distanti meno di una decina di chilometri ed un attacco ben coordinato da parte di entrambi avrebbe potenzialmente condotto alla riunione dei due tronconi. Tuttavia, incerto del successo degli attacchi dei suoi colleghi, Suchet rimase inattivo per due o tre giorni finché il generale Oudinot, fortunatamente sfuggito alla flotta inglese, gli comunicò la notizia dei vantaggi conquistati a Veirera e Sassello. Massena, trasmettendogli questa notizia tramite il suo capo di stato maggiore, gli ordinò di fare di tutto per raggiungere Savona, dove sperava ancora di poterlo raggiungere. Suchet riprese quindi l'offensiva. Catturò prima le postazioni di Murialto, di Ronchi e tutti i monti vicini al San Giacomo.
Nel frattempo, la situazione era mutata e l'iniziativa era passata in mano agli austriaci: von Melas era riuscito a respingere ancora Massena, cacciandolo anche da Cogoleto mentre i suoi sottoposti avevano cacciato gli uomini di Soult da Sassello, costringendoli a riunirsi al corpo di Massena. Acquartierati a Voltri, vennero nuovamente raggiunti e costretti alla fuga dagli austriaci. Senza più alternative, i francesi si asserragliarono tra le mura di Genova, in attesa dell'arrivo di rinforzi a salvarli. L'occasione per il ricongiungimento era fallita.

### La ritirata verso il Var

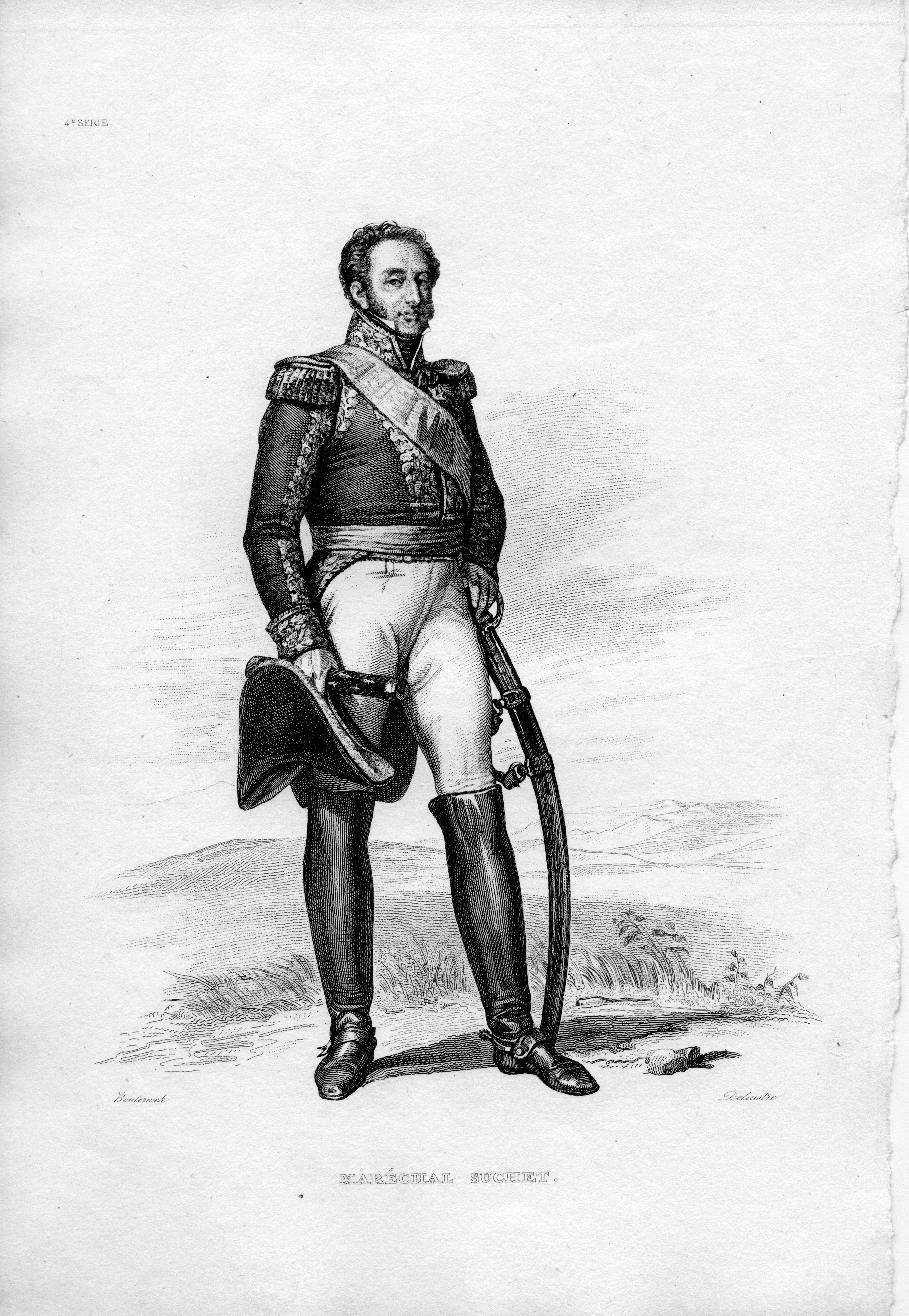
Generale Suchet

L'intenzione iniziale di Suchet era di mantenere il parziale controllo sulla Riviera di Ponente ed ostacolare l'avanzata della divisione austriaca sotto il comando di von Elsnitz, tentando di ricongiungersi con Soult e Massena. Attorno al 19 aprile, Suchet tentò di avanzare verso Genova, prendendo possesso del villaggio di Bormida e colpendo gli austriaci che si trovavano nelle vicinanze. Dopo un iniziale successo, le truppe francesi furono abilmente respinte dagli austriaci che, con una manovra simile a quella di Napoleone a Rivoli, riuscirono a ricacciare i francesi con varie perdite. La disfatta totale fu impedita ma la residua speranza di poter raggiungere Genova era svanita. Il 28 aprile, von Melas prese personalmente il comando della divisione di von Elsnitz.
Suchet poteva sempre affidarsi ad una posizione difensiva molto forte, data dalla natura montuosa del territorio, ma la disparità in forze dei due eserciti rappresentava un grave ed insormontabile problema. La ritirata dei francesi proseguiva e Suchet doveva decidere dove fermarsi per sbarrare la strada alle forze imperiali: stabilitosi a Borghetto, fu attaccato il 2 maggio da von Melas e dalla flotta inglese di Keith. Sconfitto, fu costretto a retrocedere fino ad Oneglia, dove rimase per 5 giorni prima del nuovo attacco delle forze imperiali. Quando gi austriaci rinnovarono l'offensiva, attaccando sia la costa sia il Colle di Tenda, le sue truppe poterono fare ben poco per resistere alla pressione dei nemici: circa un terzo delle forze a sua disposizione furono fatte prigioniere o eliminate.

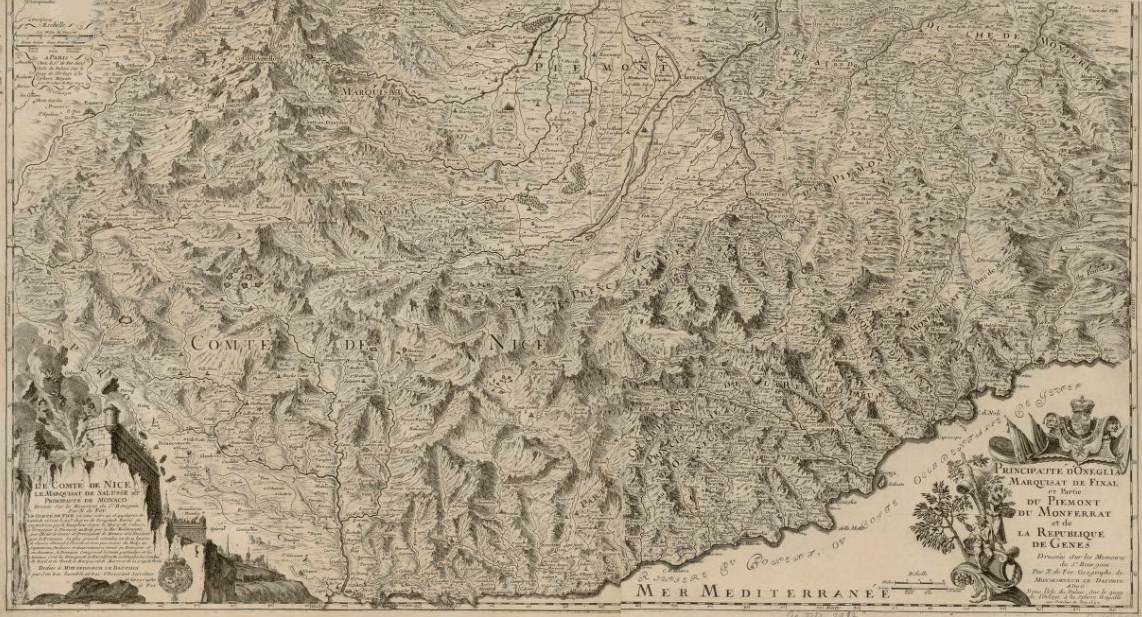
Mappa della Contea di Nizza

Con il Colle di Tenda preso e la linea della costa sotto il tiro della flotta inglese, i francesi rischiavano di essere aggirati e distrutti. La linea della Roia non era più sicura e quindi Suchet decise di indietreggiare ancora, anche a patto di lasciare la città di Nizza in mano austriaca. Scelse quindi di fermarsi sul Var e di bloccare il passaggio degli austriaci barricandosi sul fiume, ben fortificato e più lontano dalle linee di rifornimento austriache.
Inizialmente Suchet disponeva di circa 5000 uomini che, per quanto il Var abbondasse di fortificazioni, non erano sufficienti a fronteggiare i soldati imperiali. I rinforzi giunsero presto in suo soccorso e l'esercito a sua disposizione riuscì ad arrivare a circa 10000 uomini. Con la disparità numerica compensata dalla forte posizione difensiva dei francesi, il destino della repubblica era nelle mani di Suchet e nelle sue capacità di generale. 
Suchet riorganizzò le proprie forze come segue:
- la divisione di Clausel, composta dalle brigate di Seras e Brunet, tenne la testa di ponte a Saint-Laurent-du-Var sulla costa;
- la divisione di Rochambeau, composta dalle brigate di Solignac e Jablonowsky, tenne la linea del Var fino a Le Broc (otto miglia più a nord);
- Ménard fu di stanza a Le Broc con le brigate di Lesuire e Delaunay;
- la divisione di Garnier si estese da La Broc fino a Malaussène, dove la valle del Var svolta ad ovest;
- alla divisione di Thurreau fu affidata la difesa di linea lunga diciotto miglia fino a Entrevaux.

Inoltre, per mantenersi aggiornato sugli spostamenti dei nemici, Suchet fece installare un telegrafo presso la fortezza di Montalbano, ancora in possesso francese. Lo strumento si rivelò fondamentale in più di un'occasione.

### Primi attacchi austriaci

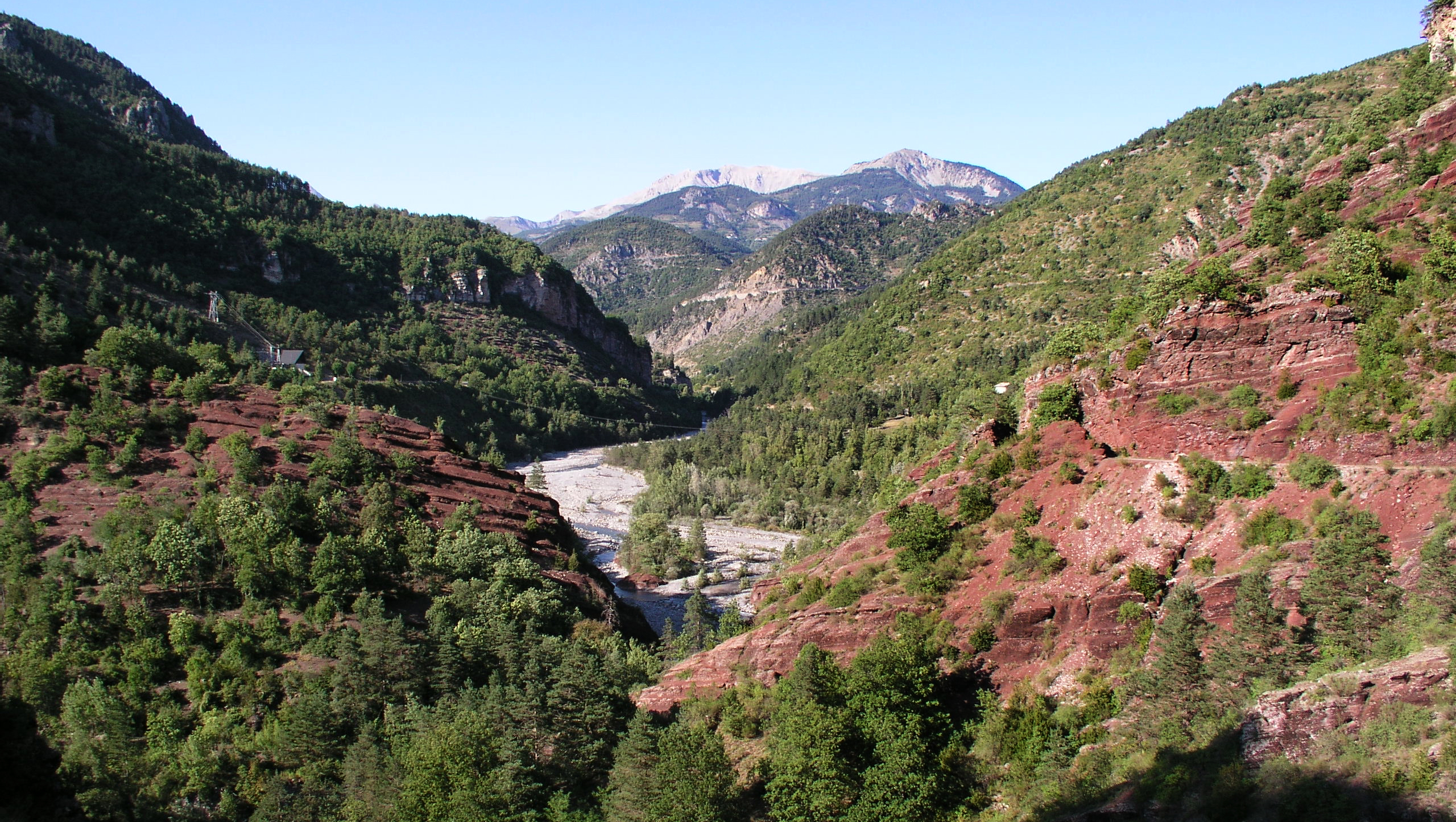
Valle del Var

Inizialmente l'esercito austriaco sul Var era comandato da von Melas. La sua linea andava dal mare fino ad Aspremont, con avamposti più a nord. A metà maggio von Melas stava iniziando a ricevere i primi resoconti dell'avanzata di Napoleone, ma a questo punto si rifiutò di crederci. Quando le notizie divennero più certe, von Melas si trovò di fronte a un dilemma. Se avesse ritirato tutte le sue forze dal Var, Suchet sarebbe stato in grado di avanzare verso Genova e togliere l'assedio, ma se avesse lasciato troppe truppe sulla costa, Napoleone avrebbe potuto sconfiggere il suo esercito principale intorno a Torino. Von Melas decise che il modo migliore per affrontare il problema sarebbe stato sconfiggere Suchet, rimuovendo una minaccia. Von Elsnitz lanciò il primo attacco alla testa di ponte francese il 13 maggio, ma fallì. Von Melas credeva che ciò fosse dovuto alla mancanza di artiglieria, che doveva essere portata via mare a Nizza.
Le prime voci dell'arrivo di Napoleone in Italia non turbarono von Melas, al momento ancora fermo a Nizza. Il generale austriaco non le riteneva affidabili e si aspettava di veder comparire l'intera armata al comando del console di fronte a lui, sul Var. Decise quindi di proseguire con il piano originale. Rafforzato da alcuni cannoni giunti via mare a Nizza, von Elsnitz si preparò per assalire il ponte che gli avrebbe permesso di attraversare il Var. Dall'altra parte del fiume, Suchet, che aveva al massimo 12000 uomini, cercava di rafforzare la propria posizione in ogni maniera possibile, per evitare che le linee francesi venissero sfondate.
Il 22 maggio i cannoni pesanti erano pronti e von Melas ordinò un secondo assalto. I granatieri di Lattermann e Bellegarde avanzarono in tre colonne verso la testa di ponte francese, supportati dall'artiglieria e dal fuoco delle fregate britanniche ancorate alla foce del Var. Fu loro permesso di avanzare relativamente indisturbati fino alla metà della distanza di tiro di una pistola dalla fortificazione. Poi i francesi aprirono il fuoco con mitraglia e moschetti. Dopo aver subito pesanti perdite, gli austriaci furono costretti a ritirarsi.
I primi rapporti che confermavano l'arrivo di Napoleone in Italia giunsero anche al comandante austriaco, rimasto sbigottito e molto preoccupato dalle notizie che stavano arrivando: era completamente impensabile che un'armata francese potesse attraversare le Alpi ed entrare in pianura così rapidamente, soprattutto in un momento in cui il meteo pareva essere ostile. Ora certo che che la manovra fosse reale, che non si trattasse solo di un diversivo e che il dominio austriaco in Italia fosse in serio pericolo, von Melas lasciò von Elsnitz a combattere lungo il Var con 15000 uomini mentre ritornava verso Torino per monitorare la situazione accompagnato da una colonna di soldati.

## Lo scontro
Il comandante austriaco non era ancora disposto a richiamare von Elsnitz dal Var, ma i suoi ordini erano perentori: evitare qualsiasi combattimento serio e, se necessario, ritirarsi sulla linea della Roia. Von Elsnitz li ignorò e il 27 maggio lanciò un altro attacco alle linee francesi. A quel punto Suchet era stato rinforzato ed era pronto per l'attacco. Il bombardamento dell'artiglieria austriaca iniziò alle tre del mattino, quando venti cannoni pesanti aprirono il fuoco. L'attacco vero e proprio iniziò alle dieci. Ancora una volta i francesi permisero agli austriaci di avvicinarsi alle loro linee prima di aprire il fuoco, e ancora una volta gli austriaci furono costretti a ritirarsi con pesanti perdite. Un secondo attacco fu effettuato un'ora dopo, ma anche questo fallì.

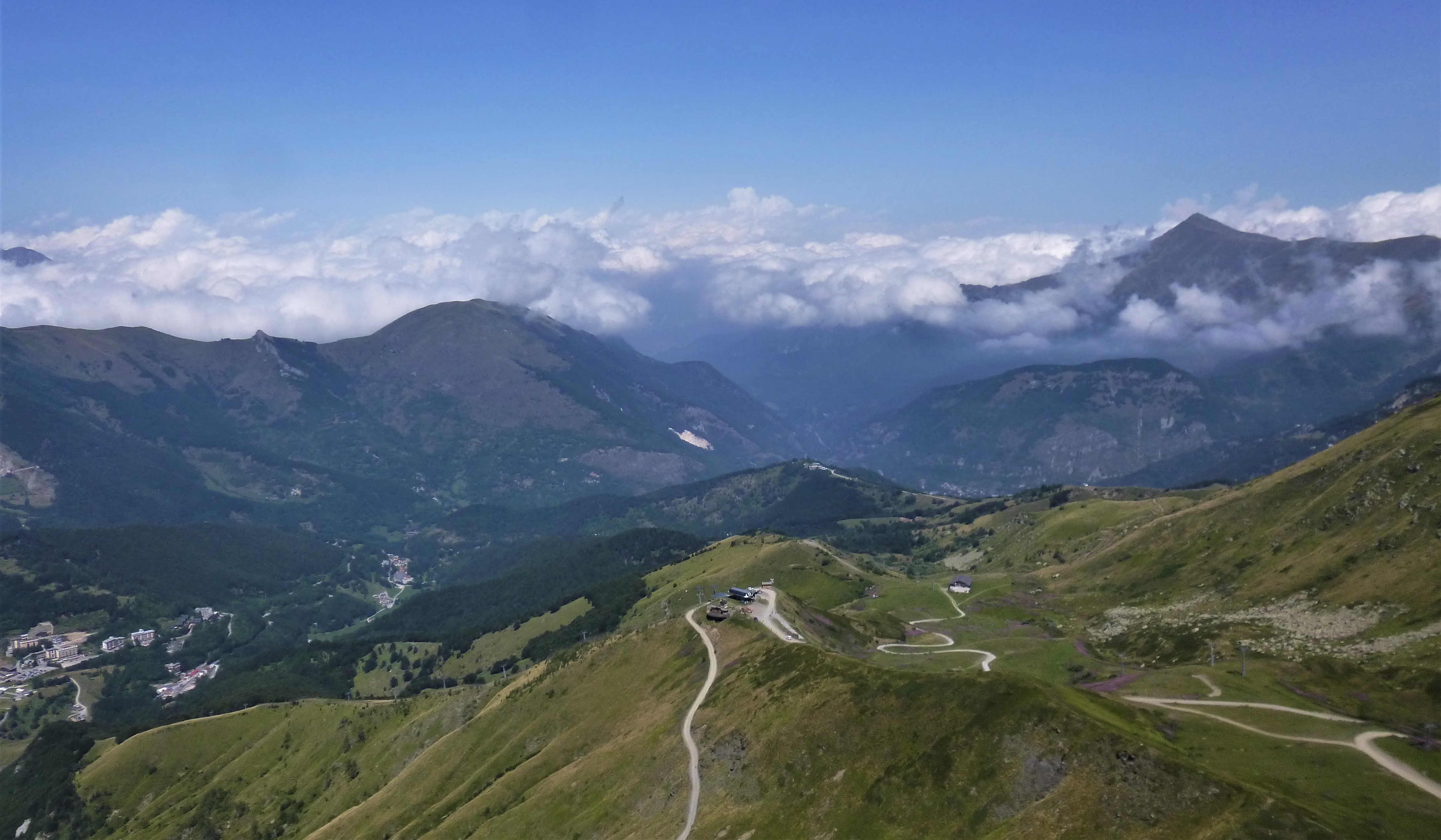
Vista sul Colle di Tenda

Allora furono i francesi a passare all'offensiva. La divisione di Garnier attaccò le posizioni austriache sulla Vesubia, un affluente del Var. Gli austriaci furono spinti fuori da Saint-Jean-la-Rivière e da un altro villaggio, identificato in Ronciglione. Gorupp fu costretto a ritirarsi nella valle fino a Belvedere per assicurarsi la sua linea di ritirata attraverso il Colle di Rauss, che collega le valli del Var e della Roia. Il 28 maggio la divisione di Menard attaccò le brigate di Ulm e Saint-Julien, che costituivano il centro di von Elsnitz ad Aspremont, mentre Clausel attaccò dalla testa di ponte di Saint-Laurent. Von Elsnitz decise di non resistere e combattere e iniziò a ritirarsi verso l'Italia. I cannoni pesanti furono reimbarcati sulle navi e portati a Livorno. La maggior parte degli altri cannoni fu inviata sul Colle di Tenda, mentre l'esercito principale, con 10-12 cannoni leggeri, si ritirò sulle alture di La Turbie, che dominano Monaco. Suchet lo seguì, inviando Clausel lungo la costa verso Monaco. Rochambeau fu inviato attraverso le montagne a Sospello, sugli accessi al Colle di Tenda. La sinistra francese fu spostata a Duranus, nella valle della Vesubia, e poi a est a Lucerame, sulla strada per Sospello.

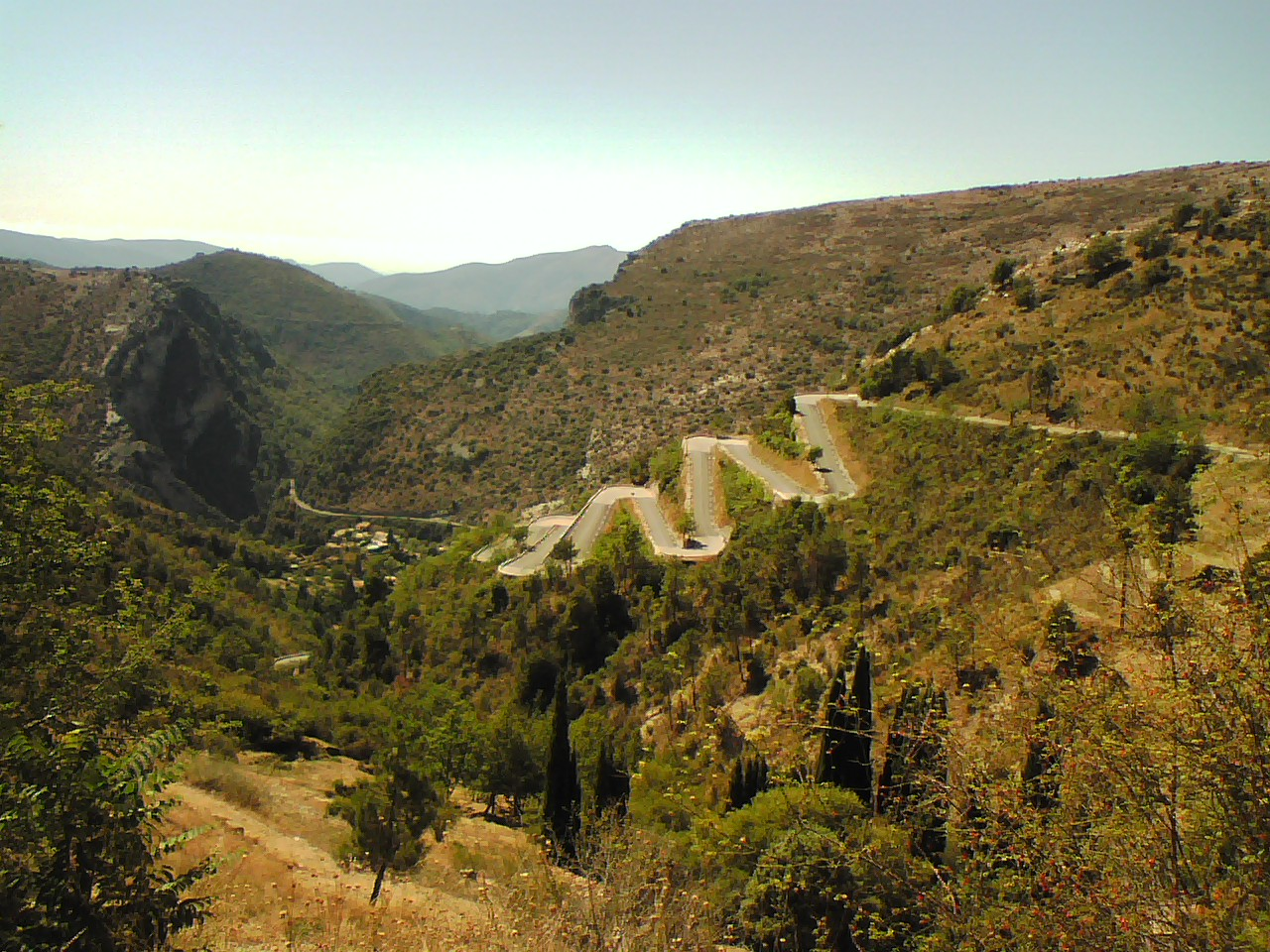
Strada moderna del Colle di Braus

Il 31 maggio von Melas ordinò finalmente a von Elsnitz di ritirarsi verso Torino. La via più diretta per il Piemonte era attraverso il Colle di Tenda, il valico che collegava Nizza a Cuneo. Von Elsnitz pose il suo quartier generale a Breglio; Gorupp occupava l'ex accampamento francese di Milleforche, sulle montagne a ovest di Saorgio; Lattermann era a Ventimiglia mentre Bellegrade e Ulm erano vicine al Colle di Braus. I francesi attaccarono lungo gran parte della linea austriaca. Sulla sinistra francese il generale Garnier doveva attraversare il Colle di Raus per attaccare Tenda. Al centro Menard fu inviato a nord da Lucerame per attaccare Milleforche e Saorgio. A destra Rochambeau avrebbe dovuto attaccare il Colle di Braus su tre colonne: una su ciascun fianco e una direttamente sul passo. Più a sud Clausel doveva bloccare la sinistra austriaca, che era ancora ancorata sulla costa. L'attacco di Garnier ebbe meno successo: le sue truppe erano ancora esauste per le azioni precedenti e persero l'occasione di intrappolare gran parte dell'esercito austriaco nella valle della Roia. Al centro la brigata di Delaunay catturò il Colle di Raus e avanzò verso Fontan, minacciando gli austriaci al Milleforche. La brigata di Lesuire conquistò rapidamente il campo. Gorupp fu costretto a ritirarsi a Tenda e a Fontan, lasciando dietro di sé 600 prigionieri. Menard lo inseguì fino al Colle di Tenda, dove gli austriaci poterono radunarsi. Alla fine i 1500 uomini di Gorupp riuscirono a mettersi in salvo a Cuneo. Quando iniziò l'attacco francese, von Elsnitz si trovava al Colle di Braus, ma tornò rapidamente a Breglio, dove venne a conoscenza del disastro accaduto sulla sua ala destra. La sua migliore opzione ora sarebbe stata quella di concentrare tutte le sue forze, attaccare Menard e liberare la strada verso il Colle di Tenda, ma aveva l'ordine di coprire la strada per Genova, e così invece si ritirò verso est con le due brigate del accampamento al passo. Rochambeau era quindi libero di attaccare Bellegarde e Ulm a Breglio, costringendoli a risalire la valle fino a Saorgio e poi a est sulle montagne, dove presero una nuova posizione sulle alture di Forcoin, solo per essere respinti da quella linea il 3 giugno.

## Conseguenze
In seguito a questa sconfitta gli austriaci furono costretti a farsi strada attraverso le montagne verso Alessandria. Von Elsnitz emerse con poco più di 6 000 uomini e poté unirsi al principale esercito austriaco prima della battaglia di Marengo. Suchet riuscì ad avanzare verso est verso Genova, prima di virare a nord per attraversare l'Appennino.
Con l'arrivo dei francesi a Milano, le forze dell'armata austriaca di von Melas erano intrappolate: Suchet ad ovest, il mare a sud, Napoleone a ovest e le Alpi a nord. Il comandante austriaco fece immediatamente richiamare le truppe di von Elsnitz dal Var e quelle di Ott da Genova, sebbene queste ultime ritardarono per ottenere la resa di Massena a Genova.